# Raffaella De Carolis
Raffaella De Carolis (Cascia, 27 dicembre 1942 – Dubai, 18 giugno 2022) è stata una modella italiana incoronata Miss Italia 1962.

## Biografia
Eletta Miss Italia 1962, a vent'anni, rappresentò l'Italia a Miss Mondo. Fu la prima Miss Italia proveniente dall'Umbria (dovranno passare 48 anni prima di vedere vincitrice della kermesse un'altra ragazza di quella regione: Francesca Testasecca nel 2010), inoltre fu anche la prima Miss Italia a portare i capelli corti.
Apparve in un solo film, Uno strano tipo (1963), di Lucio Fulci con Adriano Celentano e Claudia Mori. Si ritirò l'anno successivo, in seguito al matrimonio con l'armatore Amedeo Matacena, da cui ebbe l'omonimo figlio. 
L'8 maggio 2014 fu arrestata con l'accusa di aver favorito la latitanza del figlio a Dubai negli Emirati Arabi Uniti.
Raffaella De Carolis è morta nel 2022, pochi mesi prima del figlio. Le spoglie di Raffaella De Carolis sono rientrate in Italia da Dubai il 12 aprile 2023 e si sono celebrati i funerali al santuario di S. Antonio di Reggio Calabria. La salma poi è stata tumulata al cimitero comunale di Condera a Reggio Calabria.

## Filmografia
- Uno strano tipo, regia di Lucio Fulci (1963)